# 沈祝三
沈祝三（1877年—1941年），原名卓珊，大清宁波府鄞县沈风水村（今属浙江省宁波市鄞州区姜山镇）人，汉口企业家，汉协盛营造厂创办者，曾主持在汉口兴建汉口汇丰银行大楼、景明洋行大楼等大量建筑，主持建造武汉大学时遭遇亏损，不得不变卖家产接济学校建设，64岁时在汉口去世。

## 生平

### 早年
1877年，沈祝三出生于大清浙江省宁波府鄞县沈风水村，幼年丧父，家境困难。幼时在私塾经过几年学习后，开始学习木匠，后随舅父孙仁山至上海谋生。经舅父朋友介绍，沈祝三进入杨斯盛创办的上海杨瑞泰营造厂担任监工，此后受雇于杨斯盛的协盛营造厂，担任英商平和洋行打包厂工程监工。在此期间，沈祝三学习工程绘图和施工技术，并学会了英语，为日后的发展创造了条件。

### 汉口创业

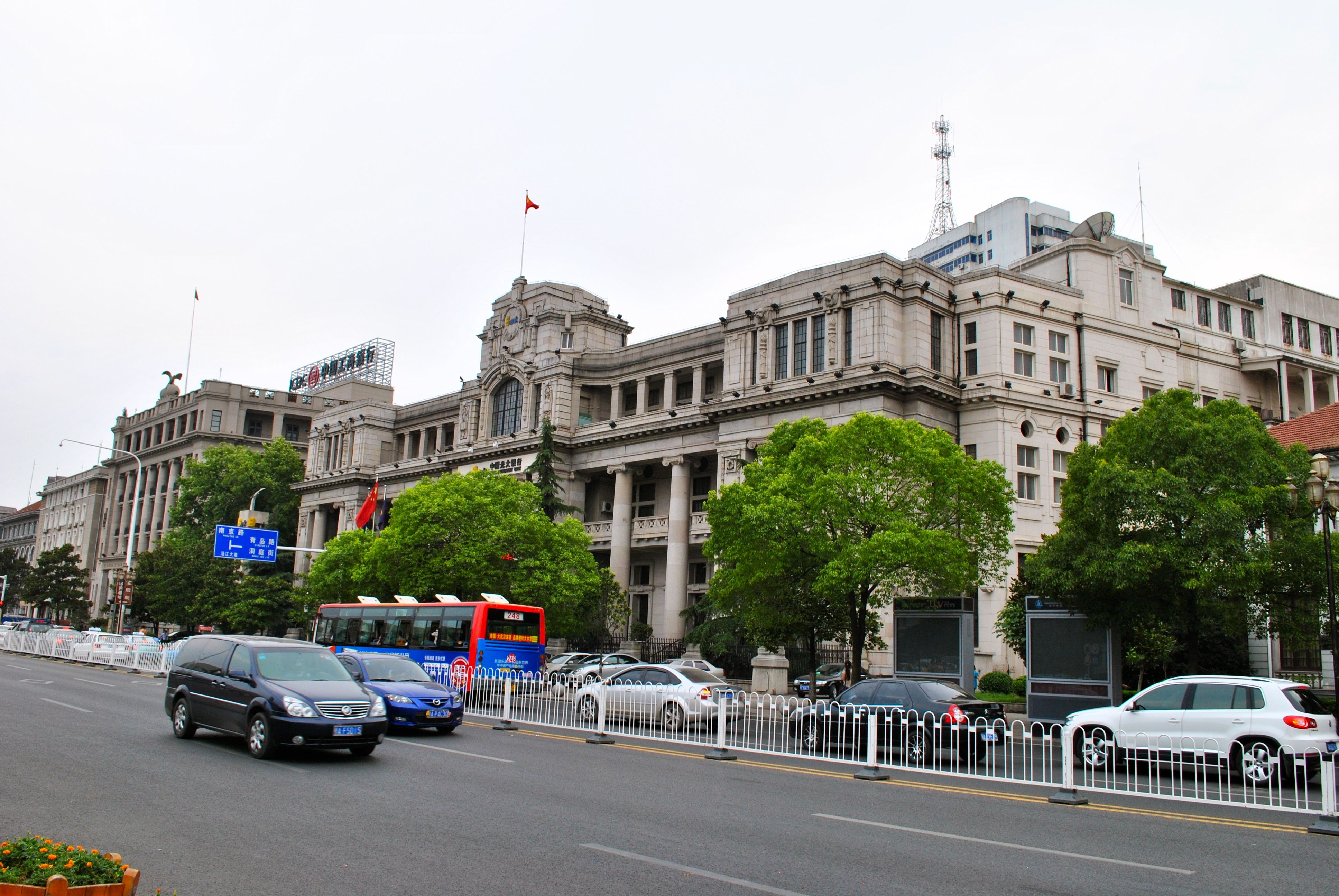
汉协盛承建的汉口汇丰银行大厦

1905年，协盛承担平和洋行汉口打包厂工程。因之前在上海与沈祝三相识，英商指名让沈祝三担任汉口工厂的工程主持。在汉口期间，沈祝三自行承包了其他建筑工程，引起杨斯盛的担忧。1908年，沈祝三创办自己的营造厂。为感激协盛的提携，沈祝三将厂名定为“汉协盛”。在此之后，沈祝三还将商业领域拓展到砖瓦、石材、水泥等建筑材料生产领域。
沈祝三在汉口与英国设计师海明斯创立的景明洋行建立了长期的合作关系。海明斯通过自己的西方人身份承接建筑项目设计，而将施工交予汉协盛。作为交换，沈祝三为海明斯提供资金支持。通过这一层合作，沈祝三在汉口承接了大量建筑工程项目。1918年，沈祝三因患青光眼双目失明，但仍左右汉协盛的关键决策。据统计，武汉三镇可查明建筑商的107座近代建筑中，有56座为汉协盛所建。这些建筑中包括汇丰银行大楼、横滨正金银行大楼、日清洋行大楼、汉口金城银行大楼等汉口代表性建筑。为感谢海明斯的帮助，沈祝三出资为景明洋行修建景明大楼，至今留存。

### 兴建武大

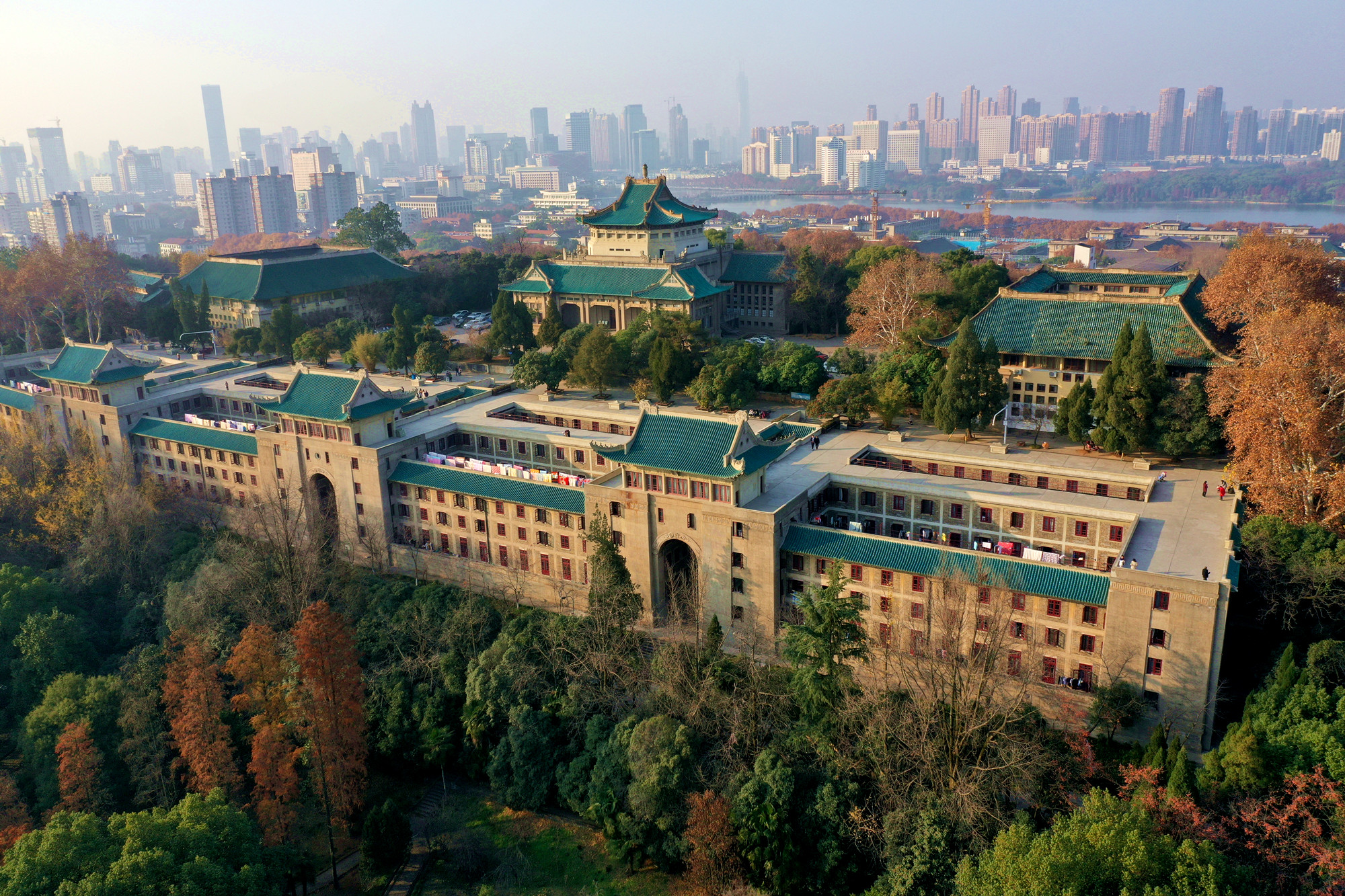
汉协盛承建的武汉大学男生寄宿舍、学生饭厅及俱乐部、文学院

1928年，湖北省政府决定在武昌东湖珞珈山兴建国立武汉大学。经过竞标，汉协盛获得了大学校舍的大部分建筑建设合约，其中包括男生寄宿舍、学生饭厅及俱乐部、文学院、理学院、珞珈山一区18栋等建筑，汉协盛还承诺赠送水塔、水池两项工程。但在投标时，沈祝三漏算了修路费用，建设时又遭遇经济危机，原材料大幅涨价，1931年更遭遇武汉三镇水灾，实际投入资金远大于中标金额。对此，沈祝三坚持按中标金额修建学校，不拖欠货款和工资，为此将自己的数座房产和砖瓦厂抵押给浙江兴业银行，获得40万银元贷款。1932年武汉大学一期校舍建成开学后，汉协盛已负债累累，无力建设二期校舍。对此，沈祝三表示，自己为外国人建造了一辈子房屋，应当为国家建造一所最好的学校。

### 去世
汉协盛为建造武汉大学的40万银元借款和利息一度达到100万银元，此后又遭遇抗日战争爆发，日军占领武汉三镇，汉协盛一度只能依靠变卖废料还款。1941年，在归还所有借款后，64岁的沈祝三在汉口去世。1945年抗日战争结束后，沈祝三的后人回到汉口，但已无力维持汉协盛的经营。1949年中国人民解放军占领汉口后，汉协盛结业。

## 遗迹和纪念
沈祝三在汉口致富后，为母亲在沈风水村修建两层三进宅院，至今留存。武汉作家方方曾在《汉口的沧桑往事》散文集中收录《灿烂汉协盛》一文，并认为“每个武汉人都应该了解沈祝三”。2014年，宁波市甬剧团编排了以沈祝三兴建武汉大学为背景的甬剧《筑梦》。2018年武汉大学建校125周年时，该剧受邀在武汉大学演出。2017年9月，武汉建筑业协会为沈祝三塑像以弘扬沈祝三的诚信品质。